# بایدانیاتپور
بایدانیاتپور (به لاتین: Baidyanathpur) یک منطقهٔ مسکونی در بنگلادش است که در ناحیه چاندپور واقع شده‌است.